# Ghiacciaio di Giogo Alto
Il Ghiacciaio di Giogo Alto (in tedesco Hochjochferner) è un ghiacciaio alpino situato all'estremità settentrionale della Val Senales al confine con la Valle di Vent.
Nonostante sia orograficamente a nord della cresta di confine, si trova quasi interamente in territorio italiano; solo le propaggini più settentrionali infatti scendono in Austria.
Occupa un'area di 185 ettari, sulla quale passa il confine tra lo Stato federato del Tirolo e la Provincia autonoma di Bolzano, ed è il sito nei pressi del quale, nel 1991, venne rinvenuta la Mummia del Similaun.
Il ghiacciaio è raggiungibile in funivia dalla località Maso Corto, che giunge nei pressi della Croda delle Cornacchie.
Insieme ad altri dieci impianti costituisce il comprensorio sciistico Alpin Area Senales, che fino al 2013 consentiva lo sci estivo.